# موتور بی‌برگ (کورین، دو)
موتور بی‌برگ یا جان بی‌بی روستایی در دهستان کورین بخش کورین شهرستان زاهدان استان سیستان و بلوچستان ایران است.

## جمعیت
بر پایه سرشماری عمومی نفوس و مسکن در سال ۱۳۹۵ جمعیت این روستا ۳۵ نفر (۱۱خانوار) بوده‌است.